# Wada trwała
Wada trwała (ang. permanent fault) – rodzaj wady występującej w różnych dziedzinach techniki. Wada ta jest rodzajem uszkodzenia, które nie ustępuje aż do momentu naprawy wadliwej części. Wada ta często powoduje nieodwracalne zmiany w zepsutej części.